# Gôh-Djiboua
Gôh-Djiboua (fr.: District du Gôh-Djiboua) – jeden z czternastu dystryktów Wybrzeża Kości Słoniowej, położony w południowej części kraju, nad Oceanem Atlantyckim. Stolicą jest Gagnoa. Jest najgęściej zaludnionym dystryktem kraju (nie licząc dystryktów autonomicznych, Abidżan i Jamusukro).

## Podział administracyjny
Dystrykt Gôh-Djiboua dzieli się na 2 regiony:
- Region Gôh (stolica w Gagnoa)
  - Departament Gagnoa
  - Departament Oumé
- Region Lôh-Djiboua (stolica w Divo)
  - Departament Divo
  - Departament Lakota
  - Departament Guitry

Źródła.